# Makino Nobuaki
Makino Nobuaki est un nom japonais traditionnel ; le nom de famille (ou le nom d'école), Makino, précède donc le prénom (ou le nom d'artiste) Nobuaki.
Makino Nobuaki, 1er comte Makino (牧野 伸顕) (24 novembre 1861 - 25 janvier 1949) est un homme politique et diplomate japonais.

## Biographie

### Jeunesse
Makino Nobuaki est le fils d'un ancien samouraï de Satsuma, Toshimichi Ōkubo, connu pour avoir été un des artisans de la révolution Meiji et de la modernisation accélérée du Japon. Mais Nobuaki est adopté très jeune par un clan de daimyō allié des Ōkubo, le clan Makino. Il conserve toutefois des liens avec son père biologique qu'il accompagne en 1871, dans le cadre de la mission Iwakura (mission diplomatique envoyée dans plusieurs pays occidentaux pour y étudier l'organisation politique, économique, technologique, scientifique et sociale et ainsi contribuer à la création d'un État japonais moderne), aux États-Unis où il est un temps scolarisé à Philadelphie.
De retour au Japon, il étudie à l'université impériale de Tokyo mais en sort avant d'être diplômé et entre au service du ministère des Affaires étrangères en décembre 1879.

## Vie publique

### Une carrière de haut fonctionnaire
Nommé auprès secrétaire de l'ambassade du Japon à Londres en mars 1880, il y fera notamment la connaissance du ministre, et futur rédacteur de la Constitution de 1889, Hirobumi Itō, venu en Europe pour y étudier les différents régimes politiques. 
Il rentre au Japon en novembre 1882 pour servir de secrétaire au sein du Grand Conseil d'État (太政官, Dajōkan), nom du gouvernement japonais de l'époque, avant de travailler au Département de Recherche institutionnelle (制度取調局, Seido Torishirabe Kyoku) en mars 1883. À partir de janvier 1884, il est également l'assistant d'un des membres du Comité des Conseillers (参事院, Sanji'in, un conseil délibératif consultatif créé en 1881 en préfiguration du futur parlement). L'année suivante, il fait partie de la délégation japonaise emmenée par Hirobumi Itō aux négociations du traité de Tianjin signé avec la Chine le 18 avril 1885 et par lequel les deux pays s'engagent à retirer leurs troupes de Corée et de se notifier mutuellement toute intervention. Ensuite, en mai de la même année, il est temporairement secrétaire de l'université d'Hyōgo.
Resté un proche d'Hirobumi Itō, lorsque celui-ci devient Premier ministre en décembre 1885, il nomme Makino comme conseiller au sein du bureau de la législation de son Cabinet. Le successeur d'Itō, Kiyotaka Kuroda, à la tête du gouvernement du 30 avril 1885 au 25 octobre 1889, fait de Nobuaki Makino son secrétaire particulier. Il est ensuite directeur de la section des Rapports du Cabinet de décembre 1889 à août 1891, ainsi que directeur du Bureau de renseignement du Cabinet à partir de février 1890. 
Il quitte ensuite l'administration centrale pour le gouvernement local, et est ainsi gouverneur de la préfecture de Fukui du 13 août 1891 au 16 novembre 1892, puis de celle d'Ibaraki de novembre 1892 à mars 1893. De retour à Tōkyō, il obtient son premier poste gouvernemental, sans être membre du Cabinet, comme vice-ministre auprès des ministres de l'Éducation Kowashi Inoue puis Kinmochi Saionji dans le second ministère d'Hirobumi Itō du 7 mars 1893 au 30 mai 1896. 
En mai 1896, il retrouve sa carrière de diplomate et est nommé ambassadeur extraordinaire et plénipotentiaire, d'abord à Rome jusqu'en mai 1899 et enfin à Vienne jusqu'en mars 1906. Après ses dix ans passé à l'étranger, il retourne au Japon pour cette fois-ci occuper des responsabilités ministérielles.

### Carrière politique

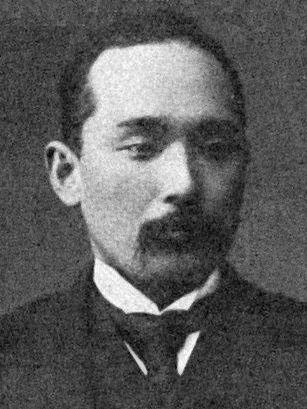
Makino Nobuaki, jeune ministre de l'Éducation, en 1906

Partisan du comte Hirobumi Itō, son mentor en politique, puis du prince Kinmochi Saionji, son ancien ministre de tutelle à l'Éducation, il est membre du Rikken Seiyūkai, ou « Conseil des amis du gouvernement constitutionnel », parti qui se dit « libéral » dans le sens où il défend le principe d'un libéralisme politique, mais plutôt conservateur sur le plan social. Makino Nobuaki est tout particulièrement favorable à un renforcement du poids du parlement et du gouvernement et à une diminution de celui de l'empereur, tandis qu'en matière de politique étrangère il milite pour un rapprochement avec les États-Unis et le Royaume-Uni. 
Kinmochi Saionji, devenu Premier ministre, donne alors ce ministère à Nobuaki Makino, dans son premier gouvernement, du 27 mars 1906 au 14 juillet 1908. Revenu à la tête du Cabinet du 30 novembre 1911 au 21 décembre 1912, Saionji nomme cette fois dans son second cabinet Makino au poste de ministre de l'Agriculture et du Commerce, ainsi qu'à nouveau ministre de l'Éducation par intérim à partir du 9 novembre 1912. Entretemps, en novembre 1907, il est anobli et est fait Baron (男爵, danshaku) dans le Kazoku, la noblesse japonaise, et en novembre 1909 il intègre le Conseil privé de l'empereur. En septembre 1920, il est élevé au rang de vicomte (子爵, shishaku), avant d'être fait, en avril 1925, comte (伯爵, hakushaku).
Diplomate de carrière, il est nommé ministre des Affaires étrangères dans le premier gouvernement de Gonnohyōe Yamamoto, du 20 février 1913 au 16 avril 1914, et rapproche alors le Japon de la Triple-Entente européenne (pendant la Première Guerre mondiale, le Japon déclarera la guerre aux puissances de l'axe, ce qui se traduira par l'occupation des colonies et concessions allemandes en Chine). Après la Première Guerre mondiale, il fait partie de la délégation du Japon (pays vainqueur) emmenée par Kinmochi Saionji à la Conférence de paix de Paris de 1919. Saionji étant malade, son rôle à Paris est purement symbolique et c'est Makino qui négocie réellement au nom du Japon. Il y défend les deux principales propositions de son pays, à savoir la reconnaissance de l'introduction, dans la charte de la Société des Nations, du principe de l'égalité des races dans le jeu des puissances et la négociation des traités, ainsi que la reconnaissance comme possession japonaise des colonies allemandes de Chine et du Pacifique nord occupées par le Japon durant la guerre (à savoir le Shandong et la baie de Jiaozhou, les îles Marshall, les États fédérés de Micronésie, les îles Mariannes et les Carolines). Si cette dernière condition est parfaitement obtenue, grâce au soutien de la délégation britannique et malgré la forte contestation de la Chine, le principe d'égalité des races est quant-à-lui abandonné, bien qu'une majorité de délégués ait voté en sa faveur, en raison de l'opposition du Royaume-Uni soutenu finalement par le président américain Thomas Woodrow Wilson. 
Il occupe ses dernières fonctions officielles dans le domaine des affaires de la cour. Il est tout d'abord ministre de la Maison impériale (il ne s'agit pas d'une fonction du Cabinet) de février 1921 à mars 1925 et tente à ce poste, en profitant de la maladie de l'empereur Taishō, de réduire les interventions impériales dans la politique gouvernementale, dans un contexte où les idéaux démocratiques et libéraux commencent à réellement s'imposer une première fois au Japon durant les années 1920 et au début des années 1930. Il est ensuite Gardien du sceau privé du Japon, une fonction administrative qui en fait le principal collaborateur de l'empereur puisqu'il est chargé de superviser la rédaction et l'enregistrement des édits et des adresses impériales, ainsi que la réception des pétitions envoyées au souverain.

### Une retraite active
Après l'évolution autoritaire du régime au début de l'ère Shōwa, à partir de 1932, et en raison de l'hostilité des militaires qui détiennent désormais le pouvoir à l'égard des représentants de la conception libérale du pouvoir, Nobuaki Makino quitte toute responsabilité officielle en décembre 1935. Lors de l'incident du 26 février 1936, tentative de coup d'État menée par la frange ultranationaliste de l'armée qui tue alors plusieurs représentants politiques, il échappe lui-même de peu à une tentative d'assassinat dans sa villa à Yugawara, dans la préfecture de Kanagawa. Malgré cela, il reste dans l'ombre l'une des personnalités politiques les plus actives et un conseiller écouté de l'empereur Shōwa sur lequel il tente d'exercer une influence modératrice tout au long de la Seconde Guerre mondiale. 

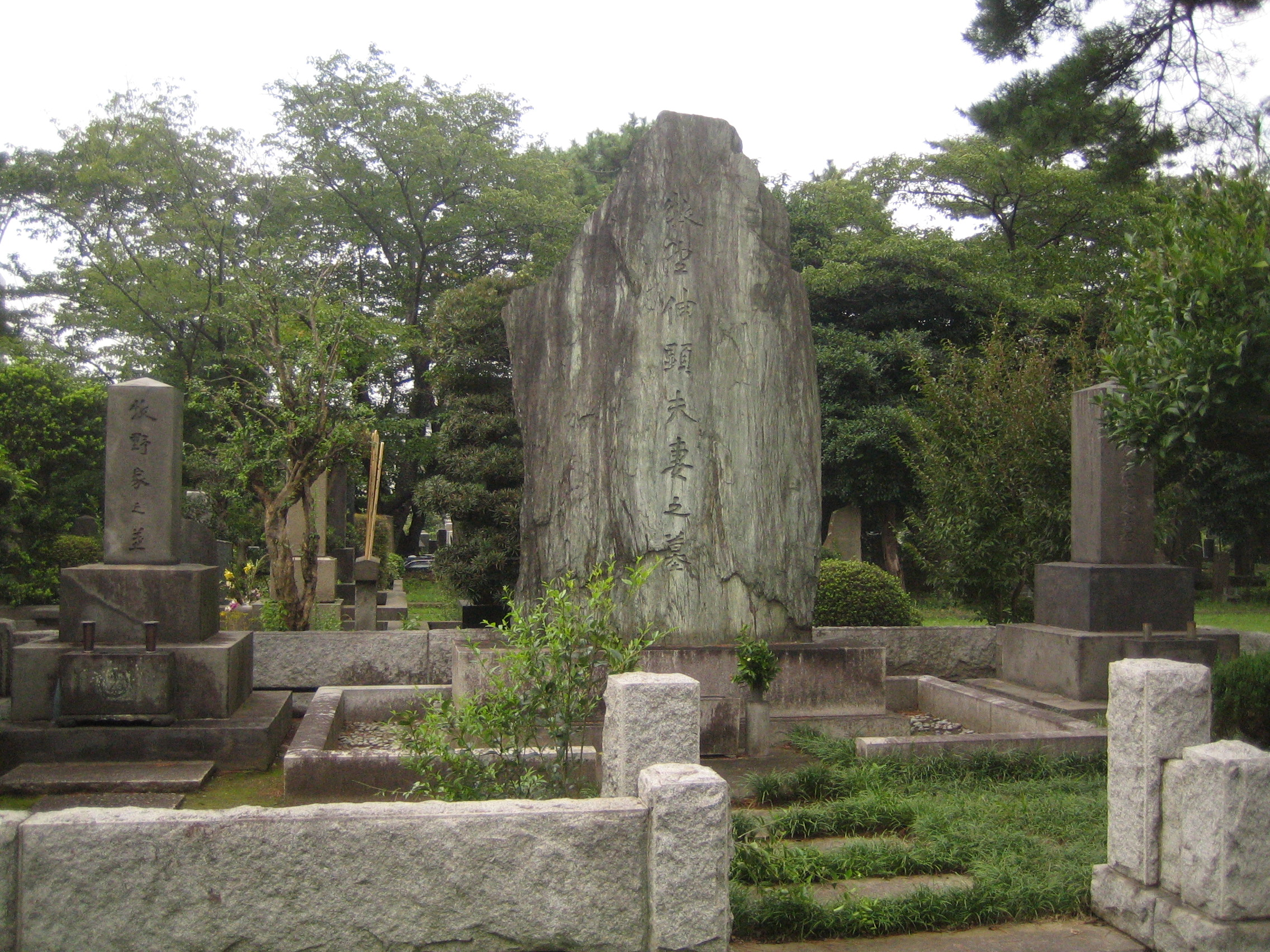
La tombe de Makino Nobuaki et de son épouse au cimetière Aoyama

Après la guerre, en tant que rare homme politique à avoir toujours défendu la démocratie et des idées libérales, Makino Nobuaki gagne un poids moral particulièrement important mais refuse d'exercer toute responsabilité politique. Il décède le 25 janvier 1949 et est inhumé au cimetière Aoyama de Tōkyō.

## Vie privée

### Famille
Il épouse Mineko Mishima (三島 峰子, Mishima Mineko), fille du vicomte Michitsune Mishima (三島 通庸, Mishima Michitsune, 1835-1888), lui aussi issu de la province de Satsuma, et haut fonctionnaire du ministère de l'Intérieur. Il a avec elle trois enfants, un fils et deux filles :
- Nobumichi Makino (牧野 伸通, Makino Nobumichi?)
- Yukiko Makino (牧野 雪子, Makino Yukiko?), épouse en 1909 Shigeru Yoshida, un jeune diplomate devenu l'héritier politique de Nobuaki Makino et qui fut Premier ministre dans le direct après-guerre, de 1946 à 1947 et de 1948 à 1954. Par ce biais, Nobuaki Makino est le grand-père de l'écrivain et critique littéraire Kenichi Yoshida et l'arrière-grand-père de Tarō Asō, Premier ministre du Japon de 2008 à 2009.
- Toshitakeko Makino (牧野 利武子, Makino Toshitakeko?), épouse le vicomte Tanehide Akizuki (秋月 種英, Akizuki Tanehide?), membre de la Chambre des pairs. Leur fille Hideko Akizuki (秋月 英子, Akizuki Hideko?) s'est quant-à-elle mariée au docteur Tarō Takemi (武見 太郎, Takemi Tarō?, 1904-1983), connu pour avoir conçu le premier électrocardiogramme portable ainsi que le vectocardiogramme. Par ce biais, Nobuaki Makino est l'arrière-grand-père de Keizō Takemi, actuellement membre de la Chambre des conseillers.

### Un passionné dego
Grand amateur de go, Jeu de stratégie combinatoire abstrait originaire de Chine et très populaire au Japon, il fut président de la Nihon Ki-in, ou Association japonaise de go, la principale organisation professionnelle dédiée à ce divertissement dans l'archipel, de 1924 à 1946.

## Distinctions
- Membre du kazoku, la noblesse japonaise : baron, puis vicomte et enfin comte.
- Membre du Conseil privé de l'Empereur du Japon.
- Grand cordon de l'Ordre du Soleil levant, avec pétales de Paulownia (1re classe).